# 真島理一郎
真島 理一郎（ましま りいちろう、1972年10月22日 - ）は、佐賀県多久市出身の日本の映像作家・アニメーション監督・映画監督。IDIOTS代表。
現在は千葉県に在住。佐賀県立佐賀西高等学校、千葉大学工学部工業意匠学科（現デザイン工学科）卒業、同大学院修了。

## 来歴
ディベロッパーにて複合商業施設のプランニング、環境デザインに携わる。2001年に退社後、デジタルハリウッドにて3DCGを学ぶ。
2002年同校の卒業制作で架空の競技を描いたCG作品『スキージャンプ・ラージヒル・ペア』を制作。アヌシー国際アニメーション映画祭、シッチェス・カタロニア国際映画祭など、世界30ヶ国以上の映画祭、コンテスト等で上映、数多くの賞を受賞する。国内でもインターネットを中心に話題となる。
2003年にavexより『スキージャンプ・ペア　オフィシャルDVD』をリリース、文化庁メディア芸術祭 エンターテイメント部門優秀賞を受賞。
第3弾までのシリーズ出荷累計は50万枚を突破するなど、個人製作の作品としては異例のヒットとなる。
2004年、MINI (BMW)のプロモ映像『MINI CONVERTIBLE "How to Jump"』にて経済産業省のデジタルコンテンツグランプリ一般部門の優秀賞を受賞。
2006年には総監督として長編映画『スキージャンプ・ペア Road to TORINO 2006』を公開。
東京国際映画祭「日本映画・ある視点部門」特別賞受賞、ロッテルダム国際映画祭招待上映など12ヶ国で上映され、高い評価を得る。
これは競技の誕生からオリンピッグに到るまでのスキージャンプ・ペアの歴史を描いた、架空のドキュメンタリー映画（モキュメンタリー）で、競技シーン以外は実写で描かれ、アントニオ猪木やジャンパーの船木和喜、荻原次晴などが実名で登場する。
その後スキージャンプ・ペアはCM化、ゲーム化、パチンコ化などへ展開。
2007年には、Q ENTERTAINMENTの水口哲也プロデュースにより、セカンドライフ内のヴァーチャル東京にて、ユーザー参加型の「スキージャンプ・ペア国際大会」を開催。
2008年、15組のクリエイターによるオムニバス作品『東京オンリーピック』を企画。北京オリンピックの開催期間に合わせ、新宿バルト９にて劇場公開。
2010年、JRAの特別宣伝企画、「ジャパンワールドカップ」を企画・監督。
TOYOTA FJクルーザーのプロモーション作品「野生動物エフジェイの生態」（FJ図鑑）を制作。

## 作品
- スクランブル（2001年）
- スキージャンプ・ラージヒル・ペア（2002年）
- スキージャンプ・ペア　オフィシャルDVD（2003年）
- スキージャンプ・ペア　–HALCALI編-（2003年）
- スキージャンプ・ペア　–Levi’s編-（2004年）
- スキージャンプ・ペア2　–official DVD-（2004年）
- MINI CONVERTIBLE “How to Jump”（2004年）
- NHK熱中時間オープニング（2005年〜）
- スキージャンプ・ペア8　–official DVD-（2005年）
- スキージャンプ・ペア　–オートバックス編-　（2005年） TVCM
- 日本ボウリング機構（2005年）
- スキージャンプ・ペア　–Road to TORINO 2006-（2006年）　劇場長編映画
- 東京オンリーピック(2008年)
- CINEMA KEIBA/JAPAN WORLD CUP(2010年)
- CINEMA KEIBA/JAPAN WORLD CUP 2 (2010年)
- 野生動物エフジェイの生態（2010年）
- CINEMA KEIBA/JAPAN WORLD CUP 3 (2011年)

## DVD
- FJ図鑑 -野生動物エフジェイの生態- （DVD付書籍）
- スキージャンプ・ペア official DVD
- スキージャンプ・ペア2 official DVD
- スキージャンプ・ペア8 official DVD
スキージャンプ・ペア3〜7は欠番。コンプリートBOXに録画可能な空ディスク（DVD-R）として封入された。
- スキージャンプ・ペア コンプリートBOX
- スキージャンプ・ペア　–Road to TORINO 2006-　（劇場版）
- スキージャンプ・ペア　ベストセレクションA -サスペンス&バイオレンス編-
- スキージャンプ・ペア　ベストセレクションB -ヒューマン&ラブロマンス編-
- スキージャンプ・ペア　ミーツ　トップランナー feat. 真島理一郎（NHKトップランナー出演回のDVD化）
- 春狩デー・ヴィー・デー（仮）　（HALCALIジャンプ収録）
- onedotzero select dvd3　（Levi'sジャンプ収録）
- 東京オンリーピック

## 映画
- スキージャンプ・ペア　– Road to TORINO 2006 -　（総監督/2006）
- 東京オンリーピック　（総監督/2008）15組の監督によるオムニバス作品

## テレビ
- NHKトップランナー 出演
- 天下統一CG将軍（BSジャパン）-　（審査委員長で出演）
- NHKデジタルスタジアム キュレーター

## 関連作品
- スキージャンプ・ペア　リローデッド　（PS2用ゲーム/カムイ）
- スキージャンプ・ペア　オフィシャルパチンコ（パチンコ/平和）
- Jumper PLUS　（書籍/白夜書房）
- スキージャンプ・ペア　–Road to TORINO 2006-（書籍/ワニブックス）
- Ski Jumping Pairs –Road to TORINO 2006-（CD/映画サウンドトラック）

## 関連人物
- 茂木淳一　スキージャンプ・ペア専属アナウンサー　実況&セリフコーディネイト担当　真島理一郎とは大学の同級生
- DAITA　SJP飛行音楽研究所　所長　SJPオフィシャルソング「Volplane」作曲
- 荻原次晴　スキージャンプ・ペア2及び映画版に実名出演
- 佐田真由美　スキージャンプ・ペア2に実名出演
- 水野晴郎　スキージャンプ・ペア8に実名出演
- HALCALI　初の女性ペアジャンパー　実名でジャンプ
- アントニオ猪木　映画版に実名出演
- 船木和喜　映画版に実名出演
- 八木弘和　映画版に実名出演
- 谷原章介　映画版ナビゲーター　実名出演
- 筧昌也　SJP/DVDオープニング映像制作　映画監督「美女缶」「死神の精度」等
- 小林正樹　映画版の監督　※昭和の名監督、「東京裁判」の小林正樹監督とは同姓同名の別人
- 中川翔子　東京オンリーピック実名出演、テーマソング
- 江頭2:50　東京オンリーピック実名出演